# Kim Bergstrand
Kim Bergstrand, né le 18 avril 1968 à Täby en Suède, est un footballeur et entraîneur suédois.

## Biographie
Bergstrand joue successivement pour l'AIK, le Hammarby IF, le Nacka FF et l'IF Brommapojkarna. Il devient Champion de Suède en 1992.
Entre 2008 et 2010, Kim Bergstrand est entraîner de l'IF Brommapojkarna. En 2012, Kim Bergstrand et Thomas Lagerlöf s'engagent avec l'IK Sirius.
Avant la saison 2019, Kim Bergstrand et Thomas Lagerlöf s'engagent avec Djurgårdens IF. Il devient Champion de Suède en 2019. En 2022, il dirige son équipe à se qualifier pour la phase de groupes d'un tournoi européen, le Ligue Europa Conférence.